# Сумська єпархія УПЦ (МП)
Сумська і Охтирська єпархія — єпархія УПЦ МП, до неї входять парафії та два монастирі на території Сумського, Охтирського, Білопільського, Великописарівського, Краснопільського, Лебединського і Тростянецького районів Сумської області та міста Суми.
Кафедральне місто — Суми. Кафедральні собори — Спасо-Преображенський, що знаходиться у Сумах, і Покровський, що знаходиться у Охтирці.
Правлячий архієрей — Євлогій Гутченко.

## Історія
Сумську єпархію було засновано 9 листопада 1866 як вікаріатство у складі Харківської єпархії РПЦ. 1935 вона перестала існувати в результаті сталінського терору. Восени 1943 до Сум повернулися сталінські війська, які вже не ризикнули закривати храми. Вони обмежилися тим, що 4 грудня 1943 владика Корнилій (Попов) був призначений єпископом Сумським і Охтирським Московської патріархії.
1945 за рішенням священного Російської православної церкви було створено самостійну Сумську єпархію, до складу якої увійшли такі благочиння: Білопільське, Великописарівськое, Глинське, Глухівське, Грунівське, Конотопське, Кролевецьке, Краснопільське, Лебединське, Недригайлівське, Миропільське, Охтирське, Путивльське, Роменське, Середина-Будське, Смілівське, Сумське, Талалаївське, Тростянецьке, Штепівське, Шосткинське.
У червні 1993 року з єпархії було виділено Глухівську, а 2013 — Роменську єпархію РПЦ.
26 квітня 2023 року Сумська міськрада позбавила УПЦ МП права користуватися землями громади.

## Навчальні заклади
- Сумська духовна семінарія

## Храми єпархії
Сумська єпархія РПЦвУ поділена на 8 благочинь:

### Сумське міське благочиння
- благочинний прот. Миколай Смакоуз

#### м.Суми
| №  | Назва                                                                        | Адреса                         | Рік побудови | Настоятель                       | Прим. |
| -- | ---------------------------------------------------------------------------- | ------------------------------ | ------------ | -------------------------------- | ----- |
| 1  | Спасо-Преображенський кафедральний собор                                     | вул. Соборна, 31-а             | 1892         | митрополит Євлогій               |       |
| 2  | Свято-Троїцький кафедральний собор                                           | вул. Троїцька, 24-А            | 1913         | митрополит Євлогій               |       |
| 3  | Пророко-Іллінський храм                                                      | вул. Ярослава Мудрого, 45      | 1851         | протоієрей Володимир Шульга      |       |
| 4  | Свято-Пантелеймонівський храм                                                | вул. Роменська, 1              | 1915         | архімандрит Антоній (Бондаренко) |       |
| 5  | Петропавлівський храм                                                        | вул. 20-річчя Перемоги, 1      | 1851         | протоієрей Миколай Голик         |       |
| 6  | Іоано-Предтеченський храм                                                    | вул. Родини Линтварьових, 87   | 1837         | протоієрей Сергій Огієнко        |       |
| 7  | Храм святої мучениці Валентини                                               | вул. Герасима Кондратьєва, 160 | 2003         | протоієрей Миколай Поліщук       |       |
| 8  | Храм новомучеників і сповідників Слобожанських                               | вул. Реміснича, 17             | 2011         | протоієрей Сергій Шульга         |       |
| 9  | Храм Воздвиження Хреста Господнього та ікони Божої Матері «Неопалима Купина» | вул. Харківська, 99            | 2014         | протоієрей Олександр Грущак      |       |
| 10 | Храм Стрітення Господнього                                                   | пр-кт Курський, 135            |              | протоієрей Анатолій Полоз        |       |
| 11 | Серафимо-Сергіївський храм                                                   | вул. Івана Сірка 7/1           |              | протоієрей В'ячеслав Темний      |       |
| 12 | Храм князя Георгія Володимирського                                           | вул. Серпнева, 5               | 2012         | протоієрей Василій Коровець      |       |
| 13 | Храм святителя Луки (Войно-Ясенецького)                                      | вул. Санаторна 3/1             | 2008         | протоієрей Максим Денисенко      |       |
| 14 | Храм Іоана Богослова                                                         | вул. Герасима Кондратьєва, 165 | 1902         |                                  |       |
| 15 | Храм святого праведного Іоана Руського                                       | вул. Герасима Кондратьєва, 138 | 2009         | протоієрей Євгеній Феденко       |       |
| 16 | Храм Введення в храм Пресвятої Богородиці                                    | вул. Замостянська, 100         |              | ієрей Сергій Панчук              |       |
| 17 | Храм Ксенії Петербурзької                                                    | вул. 20-річчя Перемоги, 13     | 2011         | ієрей Димитрій Тесленко          |       |
| 18 | Храм святителя Іоасафа Бєлгородського                                        | вул. Інтернаціоналістів 57/1   |              | протоієрей Миколай Смакоуз       |       |
| 19 | Свято-Троїцький храм                                                         | вул. Сонячна, 9                | 2007         | протоієрей Сергій Воробйов       |       |

### Сумське районне благочиння
- благочинний прот. Володимир Глущенко

### Охтирське благочиння
- благочинний прот. Євгеній Сопіга

### Білопільське благочиння
- благочинний прот. Олександр Кривохижа

### Великописарівське благочиння
- благочинний прот. Євгеній Сопіга

### Краснопільське благочиння
- благочинний прот. Іоан Дубляк

### Лебединське благочиння
- благочинний прот. Роман Андрухів

### Тростянецьке благочиння
- благочинний прот. Олександр Карпець

## Монастирі
- Боголюбський чоловічий монастир